# 兵庫県立播磨特別支援学校
兵庫県立播磨特別支援学校（ひょうごけんりつ はりまとくべつしえんがっこう）は、兵庫県たつの市揖西町中垣内乙にある県立特別支援学校。肢体不自由部門・全寮制の学校として出発したが、のちに知的障害部門・通学制を設置し、総合的な特別支援学校へと発展した。

## 設置学部
- 高等部[1]
  - 普通科 - 肢体不自由部門対象。高等学校普通科に準じた教育課程を編成。1年次は全員共通の課程、2年次より大学進学を目標とするI類型と就労に向けたII類型に分かれる。おもに知的障害向けの類型であったIII類型は令和3年度の入学生より廃止された。
  - 職業科・総合ビジネス科 - 肢体不自由部門対象。高等学校商業科に準じた教育課程を編成。令和4年度の入学生より従来の「職業科」を「総合ビジネス科」に改めたため、現在は両科の生徒が混在している。
  - 就業技術科 - 知的障害部門対象。職業的自立を目指し実習系の学習時間が多く取られている。1年次は全員共通の課程、2年次より学校設定科目である「製作実習」の時間が多いA類型と、専門科目である「職業実習」の時間が多いB類型とに分かれる。

## 沿革
公式サイト「沿革」による。
- 1967年（昭和42年）
  - 4月1日 - 兵庫県立播磨養護学校として開校。
  - 4月10日 - 兵庫県立上野ケ原養護学校のじぎく分校において高等部第1学年入学式挙行。同校旧宿舎を仮校舎とする。
  - 9月1日 - 仮校舎から現在地に移り、中学部の生徒が入学。
- 1997年（平成9年）9月11日 - 文部省「インターネット利用推進地域指定事業」研究指定校となる（1999年3月31日まで）。
- 1998年（平成10年）9月17日 - 文部省「光ファイバー網による学校ネットワーク活用推進事業」研究指定校となる（2001年3月31日まで）。
- 2001年（平成13年）4月1日 - 文部科学省「特殊教育研究協力校（情報教育分野）」に指定される。
- 2007年（平成19年）4月1日 - 学校名を兵庫県立播磨特別支援学校に変更。
- 2009年（平成21年）4月1日 - 知的障害部門の新学科「就業技術科」開設。中学部募集停止し、高等部単独設置になる。
- 2011年（平成23年）3月31日 - 中学部を廃止。
- 2021年（令和3年） - NIE実践校となる（2022年度末まで）[3]。

## 通学区域
「兵庫県立特別支援学校通学区域」により、県下全域が通学区域とされているが、通学生は公共交通機関等を用いての自力通学が可能なことが入学のための要件となっている。肢体不自由部門の生徒は全員が学校に隣接する寄宿舎での生活である。

## 交通
- JR竜野駅・本竜野駅よりタクシーで約15分
- 太子竜野バイパス 福田ランプもしくは山陽自動車道龍野インターチェンジから北上したつの市街地方面へ[5]